# Liste deutscher Punkbands
Die Liste deutscher Punkbands zählt namhafte deutsche Musikgruppen aus dem Genre des Punk auf. Bands der Neuen Deutschen Welle sind in einer eigenen Liste enthalten.
Die Liste deutscher Punkbands ist eine Unterseite der Liste deutscher Rockbands. Zur Aufnahme müssen ein Wikipediaeintrag oder ein Beleg für überregionale Präsenz vorhanden sein. Ebenfalls ausreichend als Relevanzkriterium ist der Status einer Supergroup.
Die Sortierung ist alphabetisch angelegt, Artikel werden dabei nicht berücksichtigt.

## #
| Name          | Gründung   | Auflösung | Herkunft         | Genre(s)                   |
| ------------- | ---------- | --------- | ---------------- | -------------------------- |
| 1. Mai 87     | 1987       | 2000      | Erkelenz         | Deutschpunk                |
| 20/20 Vision  | 1995       | 2008      | Südniedersachsen | Pop-Punk                   |
| 2LHUD         | 2000       |           | Köln             | Deutschpunk, Dubcore       |
| 44 Leningrad  | 1999       |           | Potsdam          | Folk-Punk                  |
| 4 Promille    | 1997, 2011 | 2007      |                  | Oi!                        |
| 5BUGS         | 2001       | 2012      | Berlin           | Alternative Rock, Pop-Punk |
| 100 Kilo Herz | 2015       |           | Leipzig          | Punk                       |

## A
| Name                       | Gründung               | Auflösung   | Herkunft          | Genre(s)                                      |
| -------------------------- | ---------------------- | ----------- | ----------------- | --------------------------------------------- |
| Abbruch                    | 2004                   |             | Gosen-Neu Zittau  | Punk                                          |
| Abfukk                     | 2009                   |             | Wegberg           | Punk, Hardcore Punk                           |
| Abstürzende Brieftauben    | 1983, 2013             | 1997        | Hannover          | Fun-Punk                                      |
| Absturtz                   | 2000                   |             | Warwerort         | Deutschpunk                                   |
| Abwärts                    | 1979, 1987, 1995, 2004 | 1984, k. A. | Hamburg           | Punk, New Wave, Industrial                    |
| Acht Eimer Hühnerherzen    | 2018                   |             | Berlin            | Deutschpunk, Deutschrock                      |
| Across the Border          | 1991, 2007             | 2002, 2012  | Remchingen        | Folk-Punk                                     |
| Actress                    | 2005                   | 2010        | Wiesbaden         | Hardcore Punk                                 |
| Adam Angst                 | 2014                   |             |                   | Punk                                          |
| Adolar                     | 2008                   | 2014        | Stendal           | Post-Hardcore, Emocore, Artcore               |
| Alarmsignal                | 2000                   |             | Celle             | Deutschpunk                                   |
| Alex Mofa Gang             | 2012                   |             | Berlin            | Punk, Pop, Garage                             |
| Allgemeines Chaos Kommando | 1985, 2019             | 2012        | Frankfurt am Main | Hardcore Punk                                 |
| Amdamdes                   | 2003                   |             | Landshut          | Deutschpunk                                   |
| AndiOliPhilipp             | 2008, 2017             | 2013        | Bad Wimpfen       | Rock, Deutschpunk                             |
| Angeschissen               | 1984                   | 1988        | Hamburg           | Depro-Punk                                    |
| Die Arbeit                 | 2018                   |             | Dresden           | Punk, Post-Punk                               |
| Die Art                    | 1986, 2007             | 2001        | Leipzig           | Punk, Post-Punk                               |
| Artless                    | 1979, 2007             | 1981        | Duisburg          | Punk                                          |
| Die Ärzte                  | 1982, 1993             | 1988        | West-Berlin       | Punk, Rockmusik, Pop-Punk, Ska-Punk, Pop-Rock |
| L’Attentat                 | 1985                   | 1989        | Leipzig           | Punkrock                                      |
| Audio Kollaps              | 1998                   |             | Hannover          | Hardcore Punk, Crustcore, Death Metal         |
| Ausbruch                   | 1981                   | 2014        | Aachen            | Punk                                          |
| Auweia!                    | 2004                   | 2017        | Köln              | Punk                                          |
| Ätztussis                  | 1970er                 | 1980er      | Berlin            | Punk                                          |

## B
| Name                       | Gründung   | Auflösung | Herkunft               | Genre(s)                                              |
| -------------------------- | ---------- | --------- | ---------------------- | ----------------------------------------------------- |
| Babelsberg Pöbelz          | 1994       | 2008      | Potsdam, Teltow        | Punkrock                                              |
| Baffdecks                  | 1990       | 2006      | Bruchsal               | Hardcore Punk, Deutschpunk                            |
| Bärchen und die Milchbubis | 1979       | 1983      | Hannover               | Pop-Punk                                              |
| The Bates                  | 1987       | 2001      | Eschwege               | Punkrock, Fun-Punk                                    |
| Beatsteaks                 | 1995       |           | Berlin                 | Alternative Rock, Punkrock                            |
| Beton Combo                | 1979       | 1985      | West-Berlin            | Punk                                                  |
| Betontod                   | 1990       |           | Rheinberg              | Punkrock                                              |
| Das Bierbeben              | vor 2008   |           | Hamburg, Berlin        | Elektropunk                                           |
| Bitume                     | 2000       |           | Oldenburg              | Punk                                                  |
| Black Friday ’29           | 2001       | 2010      | Ruhrgebiet             | Hardcore Punk                                         |
| Blumen am Arsch der Hölle  | 1988       | 1994      | Hamburg                | Punk                                                  |
| Die BlumentoPferde         | 2002       |           | Torgau, Meißen         | Pop-Punk                                              |
| Blut + Eisen               | 1982       | 1987      | Hannover               | Hardcore Punk                                         |
| Bluttat                    | 1981, 2009 | 1986      | Mülheim an der Ruhr    | Hardcore, Anarcho-Punk                                |
| Blutverlust                | 1978       | 1983      | Rotenburg an der Fulda | Punk                                                  |
| Boskops                    | 1981, 2012 | 1999      | Hannover               | Deutschpunk, Hardcore Punk                            |
| Bool                       | 2007       |           | Duisburg               | Rock, Punkrock, Grunge, Alternative Rock              |
| The Bottrops               | 2006       |           | Berlin                 | Punk                                                  |
| Boxhamsters                | 1987       |           | Gießen                 | Punkrock, Posthardcore                                |
| Brigade S                  | 1999       |           | Wanne-Eickel           | Punk-Rock                                             |
| Broilers                   | 1992       |           | Düsseldorf             | Rock, Punkrock, Ska-Punk, Streetpunk, Rockabilly, Oi! |
| Brutal Verschimmelt        | 1981       | 1983      | Kempten (Allgäu)       | Punkrock                                              |
| Bums                       | 1980er     |           | Eislingen              | Deutschpunk                                           |
| ... But Alive              | 1991       | 1999      | Hamburg                | Punkrock                                              |
| The Buttocks               | 1978       | 1983      | Hamburg                | Politpunk, Hardcore Punk                              |

## C
| Name           | Gründung | Auflösung | Herkunft   | Genre(s)                   |
| -------------- | -------- | --------- | ---------- | -------------------------- |
| Canal Terror   | 1980     | 1984      | Bonn       | Hardcore Punk, Deutschpunk |
| Captain Planet | 2003     |           | Hamburg    | Emopunk                    |
| Chaos Z        | 1980     | 1983      | Stuttgart  | Deutschpunk                |
| Chefdenker     | 2002     |           | Köln       | Punkrock                   |
| Coldburn       | 2009     |           | Leipzig    | Hardcore Punk              |
| Coma Beach     | 1993     | 1996      | Würzburg   | Punkrock                   |
| Constraint     | 1995     | 2000      | Hannover   | Hardcore Punk              |
| Cotzbrocken    | 1979     | 1982      | Köln       | Deutschpunk                |
| Cotzraiz       | 1994     |           | Ruhrgebiet | Deutschpunk                |
| Cretins        | 1979     | 1987      | Hannover   | Deutschpunk                |

## D
| Name                             | Gründung        | Auflösung | Herkunft              | Genre(s)                             |
| -------------------------------- | --------------- | --------- | --------------------- | ------------------------------------ |
| Daily Terror                     | 1980            | 2009      | Braunschweig          | Deutschpunk                          |
| ddp (vorher: Der dicke Polizist) | 1993, 2002      | 2001      |                       | Deutschpunk                          |
| Debil                            | 1996            |           | Schwerin, Grabow      | Punkrock                             |
| Deutsche Trinkerjugend           | 1982            | 1984      | Berlin                | Punk                                 |
| Destination Anywhere             | 2006            | 2019      | Siegen                | Ska-Punk, Pop-Punk                   |
| Dimple Minds                     | 1986            |           | Bremen                | Fun-Punk, Fun Metal                  |
| Dödelhaie                        | 1982            |           | Duisburg              | Punk                                 |
| Donots                           | 1994            |           | Ibbenbüren            | Alternative Rock, Pop-Punk, Punkrock |
| Doping the Void                  | 2008            |           | München               | Punkrock, Trumpet-Punk               |
| Drei Flaschen                    | 1995, 2012      | 2007      | Berlin                | Punk, Hardcore Punk                  |
| Drei Meter Feldweg               | 2011            |           | Salzhausen            | Punkrock, Ska-Punk                   |
| Dritte Wahl                      | 1986            |           | Rostock               | Deutschpunk, Crossover               |
| Dr. Ulrich Undeutsch             | 2007            |           | Grünhainichen         | Deutschpunk                          |
| Drunken Swallows                 | 2009            |           | Oldenburg in Holstein | Punkrock                             |
| Duesenjaeger                     | 1999/2000, 2010 | 2008      | Osnabrück             | Punkrock                             |
| Der dumme August                 | 2012            |           | Köln                  | Deutschpunk                          |

## E
| Name            | Gründung   | Auflösung  | Herkunft             | Genre(s)                              |
| --------------- | ---------- | ---------- | -------------------- | ------------------------------------- |
| EA80            | 1979       |            | Mönchengladbach      | Punkrock                              |
| Eight Balls     | 1990er     | 2012       | Hamburg              | Oi!                                   |
| Einleben (Band) | 1989       | 2004       | Wassenberg           | Punk, Emo                             |
| Eisenpimmel     | 1994       |            | Duisburg             | Satire-Punk                           |
| Eizbrand        | 2013       |            | Kempen               | Deutschrock, Punkrock                 |
| Elegant         | 1981       | 1983       | Berlin               | Neue Deutsche Welle, Punk             |
| Elfmorgen       | 2002       |            | Friedberg            | Punkrock                              |
| Emils           | 1985, 2011 | 1998, 2013 | Hamburg              | Deutschpunk, Crossover, Hardcore Punk |
| Engst           | 2015       |            | Berlin               | Rock, Pop, Punk                       |
| Eskalation      | 2008       |            | Nürnberg             | Punkrock, Indie, Electro              |
| Ex Nör Säx      | 1997       | 2003       | Bietigheim-Bissingen | Punkrock                              |

## F
| Name                     | Gründung         | Auflösung  | Herkunft              | Genre(s)                                         |
| ------------------------ | ---------------- | ---------- | --------------------- | ------------------------------------------------ |
| Fahnenflucht             | 1996             |            | Rheinberg             | Deutschpunk, Politpunk, Hardcore Punk            |
| Fahrlässig               | 2008             |            | Rheinberg             | Deutschpunk, Deutschrock                         |
| Family 5                 | 1981             |            | Düsseldorf            | Punk                                             |
| Farin Urlaub Racing Team | 2002             |            |                       | Rock, Punkrock, Ska-Punk                         |
| Feeling B                | 1983             | 1993       | Ost-Berlin            | Punk                                             |
| Feine Sahne Fischfilet   | 2007             |            | Greifswald            | Punkrock, Indie-Rock                             |
| Fehlfarben               | 1979, 1989       | 1984       | Düsseldorf, Wuppertal | New Wave, Punk, Indie-Rock                       |
| Der Fluch                | 1981             |            | Leverkusen            | Deutschpunk, Horrorpunk, Gothic Rock, Gothabilly |
| Fluchtweg                | 1984, 1988, 2006 | 1986, 2000 | Neuruppin, Ost-Berlin | Punk                                             |
| Fliehende Stürme         | 1983             |            | Stuttgart             | Depro-Punk, Postpunk, Dark Wave                  |
| Fred Banana Combo        | 1978             | ca. 1985   | Düsseldorf            | Punk, New Wave                                   |
| Freibeuter AG            | 2000             | 2010       | Großraum Nürnberg     | Deutschpunk                                      |
| Friends of Gas           | 2016             |            | München               | Post-Punk                                        |
| Fucking Angry            | 2012             |            | Bonn                  | Punk, Hardcore Punk                              |
| Fuckin’ Faces            | 1989, 2003       | 2000       | Heringen              | Deutschpunk                                      |

## G
| Name                   | Gründung | Auflösung | Herkunft          | Genre(s)                   |
| ---------------------- | -------- | --------- | ----------------- | -------------------------- |
| Die Goldenen Zitronen  | 1984     |           | Hamburg           | Fun-Punk, Punk, Avantgarde |
| The Green River Burial | 2008     | 2016      | Frankfurt am Main | Hardcore Punk, Metalcore   |
| Gumbles                | 1997     |           | Schwerin          | Oi!                        |

## H
| Name              | Gründung   | Auflösung | Herkunft               | Genre(s)                                                    |
| ----------------- | ---------- | --------- | ---------------------- | ----------------------------------------------------------- |
| Hans-A-Plast      | 1978       |           | Hannover               | Deutschpunk                                                 |
| Hammerhai         | 1997       |           | Hannover               | Ska-Punk                                                    |
| Hannen Alks       | 1988, 2010 | 1995      | Köln                   | Fun-Punk                                                    |
| Hass              | 1978       |           | Marl                   | Deutschpunk                                                 |
| Heiter bis wolkig | 1986       |           | Köln                   | Fun-Punk                                                    |
| Heisskalt         | 2010       |           | Sindelfingen/Böblingen | Alternative Rock, Progressive Rock, Post-Hardcore, Punkrock |
| The Hirsch Effekt | 2008       |           | Hannover               | Indie-Rock, Metal, Post-Punk, Math-Rock                     |

## I
| Name                 | Gründung   | Auflösung  | Herkunft       | Genre(s)                                   |
| -------------------- | ---------- | ---------- | -------------- | ------------------------------------------ |
| The Inchtabokatables | 1991       | 2002       | Berlin         | Folk, Punkrock                             |
| The Idiots           | 1978, 2012 | 1989, 1992 | Dortmund       | Deutschpunk, Oi!, Hardcore Punk, Crossover |
| Inferno              | 1981       | 1990       | Augsburg       | Deutschpunk, Hardcore Punk                 |
| Irie Révoltés        | 2000, 2024 | 2017       | Heidelberg     | Reggae, Dancehall, Hip-Hop, Ska, Punk      |
| Itchy                | 2001       |            | Eislingen/Fils | Punk, Pop-Punk, Alternative Rock           |

## J
| Name           | Gründung | Auflösung | Herkunft | Genre(s)                  |
| -------------- | -------- | --------- | -------- | ------------------------- |
| Julith Krishun | 2000     |           | Dresden  | Punkrock, Hardcore Punk   |
| Jupiter Jones  | 2002     | 2018      | Eifel    | Punkrock, Indie-Rock, Pop |

## K
| Name                                       | Gründung   | Auflösung | Herkunft            | Genre(s)                                    |
| ------------------------------------------ | ---------- | --------- | ------------------- | ------------------------------------------- |
| Kafkas                                     | 1995       |           | Fulda               | Punk, Alternative, Pop-/Rock, Elektro       |
| Kaltfront                                  | 1986, 2005 | 1990      | Dresden             | Punkrock                                    |
| Kapelle Vorwärts                           | 2008       | 2015      | Bielefeld           | Punkrock, Ska                               |
| Kapitulation B.o.N.n.                      | 1989       |           |                     | Deutschpunk                                 |
| KASA                                       | 1997       |           | Seelze              | Deutschpunk                                 |
| Die Kassierer                              | 1985       |           | Bochum-Wattenscheid | Punkrock, Fun-Punk                          |
| Keine Zähne im Maul aber La Paloma pfeifen | 2006       | 2017      | Kiel                | Post-Punk                                   |
| KFC                                        | 1978       | 1982      | Düsseldorf          | Punkrock                                    |
| Klischee                                   | 1980       | 1984      | Hannover            | deutscher Polit-Punk                        |
| KMPFSPRT                                   | 2010       |           | Köln                | Punk                                        |
| Knochenfabrik                              | 1994, 2008 | 1998      | Köln-Porz           | Deutschpunk                                 |
| Kommando Sonne-nmilch                      | 1998       | 2013      | Hamburg             | Punk                                        |
| Komplizen der Spielregeln                  | 2004       |           | Köln                | Post-Punk                                   |
| Kotzreiz                                   | 2007       |           | Berlin              | Deutschpunk                                 |
| Kraftklub                                  | 2010       |           | Chemnitz            | Indie-Rock, Punkrock, Garage-Rock, Rap-Rock |

## L
| Name              | Gründung | Auflösung | Herkunft               | Genre(s)                                 |
| ----------------- | -------- | --------- | ---------------------- | ---------------------------------------- |
| Larrikins         | 2001     |           | Goldberg               | Streetpunk, Punkrock, Hard Rock          |
| Die Lokalmatadore | 1982     |           | Mülheim an der Ruhr    | Oi!, Punk 'n' Roll                       |
| Leto              | 2015     |           | Hamburg                | Post-Punk                                |
| Lost World        | 1996     | 2000      | Karlsruhe              | Anarcho-Punk, Hardcore Punk, Deutschpunk |
| Love A            | 2010     |           | Trier, Köln, Wuppertal | Post-Punk                                |
| LustfingeR        | 1981     |           | Lohhof b. München      | Deutschpunk                              |

## M
| Name                   | Gründung   | Auflösung | Herkunft               | Genre(s)                                         |
| ---------------------- | ---------- | --------- | ---------------------- | ------------------------------------------------ |
| Madsen                 | 2004       |           | Clenze-Prießeck        | Indie-Rock, Punkrock                             |
| Male                   | 1976       | 1980      | Düsseldorf             | Punk                                             |
| Maniacs                | 1982       | 1991/1992 | Rotenburg an der Fulda | Hardcore Punk                                    |
| Marathonmann           | 2011       |           | München                | Post-Hardcore, Post-Punk                         |
| Marionetz              | 1978       |           | München                | Punk, Wave                                       |
| Massendefekt           | 2001       |           | Meerbusch              | Punkrock, Alternative Rock                       |
| Messer                 | 2010       |           | Münster                | Post-Punk                                        |
| Middle Class Fantasies | 1979       | 1982      | Frankfurt am Main      | Punkrock                                         |
| Milliarden             | 2013       |           | Berlin                 | Post-Punk, Deutschpunk                           |
| Die Mimmi’s            | 1982       |           | Bremen                 | Punk                                             |
| Mittagspause           | 1978       | 1980      | Düsseldorf             | Punkrock                                         |
| Molotow Soda           | 1986, 1998 | 1992      | Bonn                   | Deutschpunk                                      |
| Mono für Alle!         | 1987       |           | Gießen                 | Electropunk                                      |
| Montreal               | 2003       |           | Hamburg                | Punkrock                                         |
| Muff Potter            | 1993, 2018 | 2009      | Nordrhein-Westfalen    | Punkrock, Alternative Rock                       |
| Müllstation            | 1980       |           | Eisleben               | Punkrock                                         |
| Myra                   | 2003       |           | Leipzig                | Post-Hardcore, Thrash Metal, Melodic Death Metal |

## N
| Name               | Gründung   | Auflösung  | Herkunft       | Genre(s)              |
| ------------------ | ---------- | ---------- | -------------- | --------------------- |
| Namenlos           | 1983, 2007 | 1987       | DDR            | Punkrock              |
| Napalm             | 1979       | 1983       | Hamburg        | Punk                  |
| Narcolaptic        | 2005       |            | Hamburg        | Punkrock, Skatepunk   |
| Neurotic Arseholes | 1979, 1989 | 1986, 1998 | Minden         | Deutschpunk           |
| Ni Ju San          | 2003       |            | Wermelskirchen | Punkrock              |
| Nichts             | 1981, 2009 | 1983       | Düsseldorf     | Punk, NDW             |
| No Exit            | 1991       |            | Berlin         | Punk, Deutschpunk     |
| N.O.E.             | 1992       | 1998       | Delitzsch      | Deutschpunk           |
| No Respect         | 1994       | 2008       | Göttingen      | Ska-Punk              |
| Normahl            | 1978, 2002 | 1996       | Winnenden      | Fun-Punk, Deutschpunk |
| Notdurft           | ca. 1978   | 1997       | Bielefeld      | Deutschpunk           |

## O
| Name             | Gründung   | Auflösung | Herkunft            | Genre(s)         |
| ---------------- | ---------- | --------- | ------------------- | ---------------- |
| Östro 430        | 1979       | 1984      | Düsseldorf          | Punk, NDW        |
| OHL              | 1980, 1993 | 1986      | Leverkusen          | Deutschpunk, Oi! |
| Oma Hans         | 2001       | 2006      | Hamburg             | Punk             |
| Operation Semtex | 2005       |           | Ruhrgebiet          | Punkrock, Oi!    |
| The Other        | 2002       |           | Nordrhein-Westfalen | Horrorpunk       |
| Outsiders Joy    | 1995       |           | Köln                | Punkrock         |
| Oxo86            | 1996       |           | Bernau bei Berlin   | Punk, Ska-Punk   |

## P
| Name                     | Gründung                  | Auflösung | Herkunft             | Genre(s)        |
| ------------------------ | ------------------------- | --------- | -------------------- | --------------- |
| Paranoia                 | 1982, 2006                | 1985      | Dresden              | Punkrock        |
| Pascow                   | 1998                      |           | Gimbweiler, Saarland | Punkrock        |
| Pestpocken               | 1997                      |           | Gießen               | Punkrock        |
| Pinocchio auf der Flucht | 1996                      | 2011      | Teisendorf           | Punkrock        |
| Pisse                    | 2012                      |           | Hoyerswerda          | Punk, Post-Punk |
| Planlos                  | 1993, 2019                | 2010      | Grevenbroich         | Deutschpunk     |
| Pöbel & Gesocks          | 1979 (als Beck’s Pistols) |           | Ruhrgebiet           | Oi!, Punk       |
| Popperklopper            | 1989                      |           | Trier                | Deutschpunk     |
| Public Toys              | 1991                      | 2000      | Düsseldorf           | Punkrock        |

## Q
| Name           | Gründung | Auflösung | Herkunft   | Genre(s) |
| -------------- | -------- | --------- | ---------- | -------- |
| Quarterback 40 | 2013     |           | Düsseldorf | Punkrock |

## R
| Name              | Gründung                                                          | Auflösung | Herkunft   | Genre(s)       |
| ----------------- | ----------------------------------------------------------------- | --------- | ---------- | -------------- |
| Radio Havanna     | 2002                                                              |           | Suhl       | Punkrock, Rock |
| Rantanplan        | 1995                                                              |           | Hamburg    | Ska-Punk       |
| Rasta Knast       | 1997                                                              |           | Celle      | Punk           |
| Rauschangriff     | 1995, 2014                                                        | 2008      | München    | Deutschpunk    |
| Razzia            | 1979                                                              |           | Hamburg    | Punkrock       |
| The Robocop Kraus | 1998                                                              |           | Hersbruck  | Post-Punk      |
| Rogers            | 2006 (als Notaufnahme), 2010 (als Jolly Roger), 2012 (als Rogers) |           | Düsseldorf | Punkrock       |
| Rubberslime       | 2003                                                              |           | Hamburg    | Punk           |
| Run Zero          | 2014                                                              |           | Oldenburg  | Punkrock       |

## S
| Name                 | Gründung         | Auflösung  | Herkunft            | Genre(s)                                               |
| -------------------- | ---------------- | ---------- | ------------------- | ------------------------------------------------------ |
| Serum 114            | spätestens 2007  |            | Frankfurt am Main   | Punk                                                   |
| Schleim-Keim         | 1980             | 1995       | Stotternheim        | Punk, Hardcore Punk                                    |
| Schließmuskel        | 1983             |            | Hamminkeln          | Punk, Fun-Punk                                         |
| Die Schröders        | 1989             | 2009       | Bad Gandersheim     | Punk                                                   |
| Schmutzki            | 2011             |            | Stuttgart           | Post-Punk, Indierock                                   |
| Schrottgrenze        | 1994, 2016       | 2010       | Peine               | Indie-Rock, Pop-Punk, Post-Punk                        |
| Die Schwarzen Schafe | 1985             |            | Düsseldorf          | Punk                                                   |
| Schweisser           | 1988, 2006       | 2001       | Utting am Ammersee  | Deutschpunk, Crossover, Neue Deutsche Härte            |
| Scorbut              | 2001             |            | Zerpenschleuse      | Streetpunk, Antistablishment-Rock, Punkrock, Hard Rock |
| Sekretstau           | 1997             | 2002       | Limburg             | Punkrock                                               |
| The Shocks           | 1995             | 2009       | Berlin              | Punkrock, Garage, Surf                                 |
| Sick of Society      | 1989             |            | Ulm                 | Punk, Deutschpunk                                      |
| Die Siffer           | 1994             |            | Marbach am Neckar   | Punk, Deutschpunk                                      |
| S.i.K.               | 1991             |            | Winnenden           | Deutschpunk, Politpunk                                 |
| The Skatoons         | 1999             |            | Hamburg             | Ska-Punk                                               |
| Die Skeptiker        | 1986, 2006       | 2000       | Ost-Berlin          | Punk                                                   |
| Slick                | 1992             | 2002       | Berlin              | Punk                                                   |
| Slime                | 1979, 1990, 2009 | 1984, 1994 | Hamburg             | Deutschpunk, Politpunk, Hardcore Punk                  |
| Smile and Burn       | 2008             |            | Berlin              | Punkrock                                               |
| Soilent Grün         | 1980             | 1982       | West-Berlin         | Punk                                                   |
| Sondaschule          | 1999             |            | Nordrhein-Westfalen | Ska                                                    |
| Sonic Dolls          | 1994             |            | Nordrhein-Westfalen | Punkrock, Pop-Punk                                     |
| Sperma Combo         | 1986             | 1989       | Jena                | DDR-Punk, Punkrock                                     |
| Spermbirds           | 1983             | 2023       | Kaiserslautern      | Hardcore-Punk                                          |
| StaatsPunkrott       | 2003             |            | Würzburg            | Punk, Melodic Hardcore                                 |
| Die Strafe           | 1992             |            | Mönchengladbach     | Punk, Düster-Punk                                      |
| Stumbling Pins       | 2010             | 2017       | Kiel                | Punkrock                                               |
| Supabond             | 2001             |            | Düsseldorf          | Deutschpunk, Hardcore Punk                             |
| Superfreunde         | 2003             |            | Emsland             | Punk                                                   |
| Supernichts          | 1993             |            | Köln                | Deutschpunk                                            |
| Die Suurbiers        | 1981             | 2014       | West-Berlin         | Fun-Punk                                               |
| Swiss und die Andern | spätestens 2014  |            | Hamburg             | Politpunk, Punkrock, Punkrap                           |
| Sündflut             | 2002             |            | Nürtingen           | Hopepunk                                               |

## T
| Name                | Gründung         | Auflösung  | Herkunft    | Genre(s)                                                |
| ------------------- | ---------------- | ---------- | ----------- | ------------------------------------------------------- |
| Tackleberry         | 2004             |            | Kiel        | Hardcore Punk, Melodic Hardcore                         |
| Tagtraum            | 1992             | 2006       | Schweinfurt | Punk                                                    |
| Take Shit           | 1996             |            | Stuttgart   | Deutschpunk                                             |
| Team Scheisse       | 2016             |            | Bremen      | Deutschpunk                                             |
| Terrorfett          | 2016             |            | Karlsruhe   | Punkrock, Hardcore Punk                                 |
| Terrorgruppe        | 1993, 2013       | 2005, 2021 | Berlin      | Deutschpunk, Pop Punk, Melodic Hardcore                 |
| Ton Steine Scherben | 1970, 2014       | 1985       | West-Berlin | Folkrock, Blues, Politrock, Protopunk, Psychedelic Rock |
| Torpedo Moskau      | 1983             | 1986       | Hamburg     | Depro-Punk                                              |
| Die Toten Hosen     | 1982             |            | Düsseldorf  | Punkrock, Rock                                          |
| Toxoplasma          | 1980, 1990, 2003 | 1986, 1998 | Neuwied     | Deutschpunk, Hardcore Punk                              |
| Toxpack             | 2001             |            | Berlin      | Streetpunk, Punkrock, Oi!, Hard Rock                    |
| Turbostaat          | 1999             |            | Flensburg   | Punk                                                    |
| Tut das Not         | 1999             |            | Backnang    | Deutschpunk, Emocore, Politpunk                         |

## U
| Name               | Gründung | Auflösung | Herkunft          | Genre(s)          |
| ------------------ | -------- | --------- | ----------------- | ----------------- |
| Ungunst            | 1995     | 2012      | Offenbach am Main | Punk, Deutschpunk |
| Untergangskommando | 1994     | 2001      | Mainz             | Deutschpunk       |
| Upright Citizens   | 1981     | 2003      | Bottrop           | Punk              |

## V
| Name            | Gründung | Auflösung | Herkunft    | Genre(s)      |
| --------------- | -------- | --------- | ----------- | ------------- |
| Verbrannte Erde | 1995     | 2013      | Gera        | Dark-Punk     |
| Volxsturm       | 1991     | 2019      | Schwerin    | Oi!           |
| Vorkriegsjugend | 1982     | 1984      | West-Berlin | Hardcore Punk |

## W
| Name                   | Gründung   | Auflösung | Herkunft              | Genre(s)                      |
| ---------------------- | ---------- | --------- | --------------------- | ----------------------------- |
| Walter Elf             | 1983       |           | Kaiserslautern        | Punkrock                      |
| The Waltons            | 1985       |           | Berlin                | Cow-Punk                      |
| Wärters Schlechte      | 1991       |           | Stuttgart             | Streetpunk, Deutschpunk       |
| Die Wehrkraftzersetzer | 1984       |           | Ludwigshafen am Rhein | Deutschpunk                   |
| Wilde Zeiten           | 2004       |           | Mainz                 | Deutschpunk, Punkrock         |
| WIZO                   | 1986, 2009 | 2005      | Sindelfingen          | Punkrock, Politrock, Fun-Punk |
| The Wohlstandskinder   | 1995       | 2005      | Overath               | Pop-Punk                      |

## Y
| Name    | Gründung | Auflösung | Herkunft | Genre(s)      |
| ------- | -------- | --------- | -------- | ------------- |
| Yacøpsæ | 1990     |           | Hamburg  | Hardcore Punk |

## Z
| Name               | Gründung   | Auflösung | Herkunft    | Genre(s)                                                        |
| ------------------ | ---------- | --------- | ----------- | --------------------------------------------------------------- |
| Zaunpfahl          | 1994       |           | Teterow     | Deutschpunk                                                     |
| Zerstörte Jugend   | 1983       | 1985      |             | Hardcore Punk, Deutschpunk                                      |
| ZK                 | 1978       | 1981      | Düsseldorf  | Punkrock                                                        |
| ZSD                | 1978       | 1987      | München     | Deutschpunk, Politpunk                                          |
| ZSK                | 1997, 2011 | 2007      | Berlin      | Skatepunk, Politpunk, Punkrock, Hardcore Punk, Melodic Hardcore |
| Die Zucht          | 1984       | 1986      | Leipzig     | Punkrock                                                        |
| Die Zusamm-Rottung | 1988, 2009 | 2001      | Hennigsdorf | Punkrock                                                        |
| Zvo55              | 2009       |           | Leipzig     | Punkrock                                                        |
| ZZZ Hacker         | 1980       |           | Bielefeld   | Punkrock                                                        |